# Landon Donovan
Pour les articles homonymes, voir Donovan.
Landon Donovan, né le 4 mars 1982 à Ontario en Californie, est un joueur international américain de soccer, reconverti entraîneur.
Il est le meilleur buteur de l'histoire du Galaxy de Los Angeles, ainsi que le meilleur passeur de l'histoire de la Major League Soccer avec 136 passes décisives. Il était également le meilleur buteur de l'histoire de ce championnat avant d'être dépassé par Chris Wondolowski.
En sélection nationale, il est également le meilleur buteur de l'histoire de la sélection des États-Unis avec 57 buts. Il est également le meilleur passeur de l’histoire des sélections nationales avec 58 passes décisives, à égalité avec Neymar et Lionel Messi.
Il est considéré comme le meilleur joueur américain de l'histoire du football.

## Biographie

### Enfance
Landon Timothy Donovan est né le 4 mars 1982 à Ontario, en Californie. Sa mère, Donna, l'élève avec sa sœur jumelle, Tristan, et son frère aîné, Josh, à Redlands, à l'ouest de Los Angeles. Les parents de Landon, divorcent quand il n'a que deux ans. Le père Donovan se remarie finalement et déménage au Nebraska. (Landon a un beau-frère aîné, Tim, et une demi-sœur aînée, Sheri.) Aucun des enfants ne voit régulièrement son père.
La vie n'est pas particulièrement facile pour la famille. Redlands est situé dans le comté de San Bernardino, l'une des régions les plus riches de Californie. Donna travaille comme enseignante spécialisée dans le district scolaire de Fontana, mais ne gagne pas beaucoup d'argent. La plupart des parents de la région sont alors mariés et riches. Cela a créé un point de différenciation entre Landon et les autres enfants de son quartier, ce qui le met parfois mal à l'aise.

### Carrière de joueur
Landon Donovan s'est révélé au monde du soccer lors de la Coupe du monde de football des moins de 17 ans en 1999, disputée en Nouvelle-Zélande, où les États-Unis terminent à la quatrième place et Landon est désigné meilleur joueur du tournoi après avoir inscrit trois buts. Le Bayer Leverkusen flaire la bonne affaire et lui fait signer un contrat professionnel à seulement dix-sept ans.
Relégué sur le banc du Bayer lors de sa première saison en Bundesliga, Donovan est alors prêté aux Earthquakes de San José début 2001. Son arrivée en MLS est remarquée, Donovan menant San José à deux titres de champion de MLS et étant couronné meilleur joueur américain pour l'année 2003.
Landon Donovan s'illustre également avec son équipe nationale. Ainsi, dès sa première sélection face au Mexique en 2000, il marque son premier but international. Il contribue aussi largement à la qualification des Américains pour la Coupe du monde 2002 en inscrivant notamment le but de la qualification face à la Jamaïque. En Corée du Sud et au Japon, Donovan confirme ses qualités en marquant deux buts, les États-Unis ne chutant qu'en quarts de finale face aux Allemands (0-1), où du haut de ses vingt ans il fait un excellent match en mettant la Mannschaft en difficulté par ses dribbles et sa vitesse mais en butant sans arrêt sur un Oliver Kahn en état de grâce.
Après le Mondial réussi, le Bayer Leverkusen annonce que Donovan retourne au club en 2005, mais comme il ne rentre plus dans les plans de l'entraîneur, Donovan décide de rentrer au pays et c'est le club du Galaxy de Los Angeles qui le fait signer le 31 mars 2005.
L'équipe nationale des États-Unis ne réussit pas à reproduire son succès lors de la Coupe du monde 2006, enregistrant seulement deux buts en route vers une élimination en phase de groupes à la ronde préliminaire.
Donovan devient le meilleur buteur des États-Unis le 19 janvier 2008 en marquant un pénalty en amical contre la Suède. Le 8 juin 2008 il joue sa centième sélection à seulement 26 ans et 96 jours. Il est alors le meneur d'une génération montante de joueurs américains qui compte aussi DaMarcus Beasley, Tim Howard, Bobby Convey, Clint Dempsey, Oguchi Onyewu, Jozy Altidore et Freddy Adu.
Donovan est prêté au Bayern Munich et annonce qu'il envisage de quitter définitivement son club actuel en raison des mauvais résultats. Toutefois, son principal point faible : le physique, semble lui fermer complètement les portes du Bayern Munich, malgré de bonnes prestations lors des matches amicaux de la trêve hivernale.
En décembre 2009, il est de nouveau prêté à un club européen, cette fois-ci en Angleterre dans le club d'Everton, lui permettant de retenter sa chance dans un grand championnat. Cette fois-ci, le prêt se passe bien (treize rencontres pour deux buts) et Everton est satisfait, mais le club anglais ne parvient pas à convaincre le Galaxy de prolonger le prêt de Donovan en Premier League et celui-ci rejoint la Californie pour la reprise de la MLS le 27 mars.
Auteur d'une excellente Coupe du monde 2010 sur le sol sud-africain avec trois buts à son actif durant la compétition dont celui face à l'Algérie en toute fin de rencontre qui qualifie son équipe pour les huitièmes de finale, il confirme son statut de joueur américain le plus doué de l'histoire du soccer.
Après son but dans les dernières minutes contre l'Algérie en match de poules, il fond en larmes lors de son entrevue de fin de match. Il se confie sur ses quatre dernières années difficiles sur le plan sportif ou personnel.
Le 21 novembre 2011, lors de la finale de la Major League Soccer qui oppose le Dynamo de Houston au Galaxy de Los Angeles, Donovan marque le seul et unique but du match et offre la victoire aux Californiens.
Le 16 décembre 2011, le club de Los Angeles et Everton se mettent d'accord sur un prêt durant la trêve du championnat nord-américain comme deux ans auparavant, ce dernier prenant effet le 1er janvier 2012. Après neuf rencontres disputées avec les Toffees, le milieu américain retourne aux Galaxy de Los Angeles le 18 février 2012.
Le 25 mai 2014, il inscrit un doublé contre le Union de Philadelphie et devient le meilleur buteur de l'histoire de la MLS avec 136 réalisations, effaçant des tablettes Jeff Cunningham (134 buts).
Au lendemain du match des étoiles de la MLS 2014 contre le Bayern Munich, il annonce son retrait du soccer à l'issue de la saison 2014 de Major League Soccer.
Malgré son jeu solide, Donovan, âgé de trente-deux ans, est exclu de l'alignement américain pour la Coupe du monde 2014.
Le 7 décembre 2014, il remporte un sixième et dernier titre avec le Galaxy en s'imposant en Coupe MLS aux dépens du Revolution de la Nouvelle-Angleterre par deux buts à un, après prolongation.
Le 8 septembre 2016, le joueur sort de sa retraite et revient au Galaxy de Los Angeles. Dix jours plus tard, il inscrit un but et offre un point à son équipe. Il termine ainsi la saison avec la franchise californienne qui ne parvient néanmoins pas à remporter un nouveau titre. À l'issue de cette saison, il arrête une nouvelle fois sa carrière sportive.
En 2017, il est pressenti pour se présenter à la présidence de la Fédération des États-Unis de soccer mais, finalement, il opte pour un second retour aux terrains en rejoignant le FC León en Liga MX le 13 janvier 2018,.

## Palmarès

### En club
Earthquakes de San José
- Vainqueur de la Coupe MLS (2) en 2001 et 2003

 Galaxy de Los Angeles
- Vainqueur de la Coupe MLS (4) en 2005, 2011, 2012 et 2014
- Vainqueur de la US Open Cup (1) en 2005
- Vainqueur du Supporters' Shield en 2010 et 2011
- Finaliste de la Coupe MLS : 2009

### En sélection
- Vainqueur de la Gold Cup en 2002, 2005, 2007 et 2013
- Finaliste de la Gold Cup en 2011
- Finaliste de la Coupe des confédérations en 2009

### Distinctions personnelles
- Meilleur jeune joueur de la Coupe du monde 2002
- Meilleur joueur de la Coupe du monde de football des moins de 17 ans en 1999
- Meilleur buteur de la Gold Cup 2003 (4 buts)
- Meilleur buteur de la Gold Cup 2005 (3 buts)
- Meilleur buteur de la Gold Cup 2013 (5 buts)
- Meilleur buteur de la Major League Soccer 2008 (20 buts)
- Meilleur passeur de la Gold Cup 2013 (7 passes décisives)
- Meilleur joueur de MLS : 2009
- Trophée d'homme du match de la MLS Cup : 2003 et 2011
- Homme du match contre la Slovénie et l'Algérie lors de la Coupe du monde 2010
- Footballeur de légende en 2016 par l'IFFHS

## Statistiques

### En club
| Saison                | Club                           | Championnat           | Championnat | Championnat | Championnat | Coupe(s) nationale(s) | Coupe(s) nationale(s) | Coupe(s) nationale(s) | Compétition(s) continentale(s) | Compétition(s) continentale(s) | Compétition(s) continentale(s) | Compétition(s) continentale(s) | Séries | Séries | Séries | Total | Total | Total |
| Saison                | Club                           | Division              | M.          | B.          | P.d.        | M.                    | B.                    | P.d.                  | Comp.                          | M.                             | B.                             | P.d.                           | M.     | B.     | P.d.   | M.    | B.    | P.d.  |
| 1999-2000             | Bayer Leverkusen II            | Regionalliga          | 20          | 6           | 0           | -                     | -                     | -                     | -                              | -                              | -                              | -                              | -      | -      | -      | 20    | 6     | 0     |
| 2000-2001             | Bayer Leverkusen II            | Oberliga              | 8           | 3           | 0           | 1                     | 0                     | 0                     | -                              | -                              | -                              | -                              | -      | -      | -      | 9     | 3     | 0     |
| Sous-total            | Sous-total                     | Sous-total            | 28          | 9           | 0           | 1                     | 0                     | 0                     | -                              | -                              | -                              | -                              | -      | -      | -      | 29    | 9     | 0     |
| 2001                  | Earthquakes de San José (prêt) | MLS                   | 22          | 7           | 10          | 2                     | 0                     | 0                     | -                              | -                              | -                              | -                              | 6      | 5      | 2      | 30    | 12    | 12    |
| 2002                  | Earthquakes de San José (prêt) | MLS                   | 20          | 7           | 3           | 2                     | 0                     | 0                     | CCC                            | 2                              | 1                              | 1                              | 2      | 1      | 1      | 26    | 9     | 5     |
| 2003                  | Earthquakes de San José (prêt) | MLS                   | 22          | 12          | 6           | 1                     | 0                     | 0                     | CCC                            | 2                              | 1                              | 1                              | 4      | 4      | 2      | 29    | 17    | 9     |
| 2004                  | Earthquakes de San José (prêt) | MLS                   | 23          | 6           | 10          | 3                     | 1                     | 0                     | CCC                            | 1                              | 0                              | 0                              | 2      | 0      | 1      | 29    | 7     | 11    |
| Sous-total            | Sous-total                     | Sous-total            | 87          | 32          | 29          | 8                     | 1                     | 0                     | -                              | 5                              | 2                              | 2                              | 14     | 10     | 6      | 114   | 45    | 37    |
| 2004-2005             | Bayer Leverkusen               | Bundesliga            | 7           | 0           | 0           | -                     | -                     | -                     | C1                             | 2                              | 0                              | 0                              | -      | -      | -      | 9     | 0     | 0     |
| 2005                  | Galaxy de Los Angeles          | MLS                   | 22          | 12          | 10          | 3                     | 2                     | 2                     | -                              | -                              | -                              | -                              | 4      | 4      | 1      | 29    | 18    | 13    |
| 2006                  | Galaxy de Los Angeles          | MLS                   | 24          | 12          | 8           | 3                     | 3                     | 0                     | CCC                            | 2                              | 1                              | 0                              | -      | -      | -      | 29    | 16    | 8     |
| 2007                  | Galaxy de Los Angeles          | MLS                   | 25          | 8           | 13          | 3                     | 1                     | 3                     | SL                             | 5                              | 4                              | -                              | -      | -      | -      | 33    | 13    | 16    |
| 2008                  | Galaxy de Los Angeles          | MLS                   | 25          | 20          | 9           | -                     | -                     | -                     | -                              | -                              | -                              | -                              | -      | -      | -      | 25    | 20    | 9     |
| 2009                  | Galaxy de Los Angeles          | MLS                   | 25          | 12          | 6           | -                     | -                     | -                     | -                              | -                              | -                              | -                              | 4      | 3      | 1      | 29    | 15    | 7     |
| 2010                  | Galaxy de Los Angeles          | MLS                   | 24          | 7           | 16          | -                     | -                     | -                     | LCC                            | 2                              | 0                              | 0                              | 3      | 0      | 0      | 29    | 7     | 16    |
| 2011                  | Galaxy de Los Angeles          | MLS                   | 23          | 12          | 3           | 1                     | 0                     | 0                     | LCC                            | 6                              | 1                              | 2                              | 4      | 3      | 1      | 34    | 16    | 6     |
| 2012                  | Galaxy de Los Angeles          | MLS                   | 26          | 9           | 14          | -                     | -                     | -                     | LCC+LCC                        | 2+1                            | 1+0                            | 0+0                            | 5      | 2      | 3      | 34    | 12    | 17    |
| 2013                  | Galaxy de Los Angeles          | MLS                   | 22          | 10          | 9           | -                     | -                     | -                     | LCC+LCC                        | 2+1                            | 0+0                            | 0+2                            | 2      | 0      | 0      | 27    | 10    | 11    |
| 2014                  | Galaxy de Los Angeles          | MLS                   | 31          | 10          | 19          | 1                     | 0                     | 0                     | LCC                            | 2                              | 0                              | 1                              | 5      | 3      | 2      | 39    | 13    | 22    |
| Sous-total            | Sous-total                     | Sous-total            | 247         | 112         | 107         | 11                    | 6                     | 5                     | -                              | 23                             | 7                              | 5                              | 27     | 15     | 8      | 308   | 140   | 125   |
| 2008-2009             | Bayern Munich (prêt)           | Bundesliga            | 6           | 0           | 0           | 1                     | 0                     | 0                     | -                              | -                              | -                              | -                              | -      | -      | -      | 7     | 0     | 0     |
| 2009-2010             | Everton FC (prêt)              | Premier League        | 10          | 2           | 2           | 1                     | 0                     | 0                     | C3                             | 2                              | 0                              | 0                              | -      | -      | -      | 13    | 2     | 2     |
| 2011-2012             | Everton FC (prêt)              | Premier League        | 7           | 0           | 2           | 2                     | 0                     | 2                     | -                              | -                              | -                              | -                              | -      | -      | -      | 9     | 0     | 4     |
| 2016                  | Galaxy de Los Angeles          | MLS                   | 6           | 1           | 0           | -                     | -                     | -                     | -                              | -                              | -                              | -                              | 3      | 0      | 0      | 9     | 1     | 0     |
| 2017-2018             | Club León                      | Liga MX               | 6           | 0           | 0           | 2                     | 0                     | 0                     | -                              | -                              | -                              | -                              | -      | -      | -      | 8     | 0     | 0     |
| Total sur la carrière | Total sur la carrière          | Total sur la carrière | 404         | 156         | 140         | 26                    | 7                     | 7                     | -                              | 32                             | 9                              | 7                              | 44     | 25     | 14     | 506   | 197   | 168   |

### En sélection
Sources :
| Année | Matchs | Buts | Passes |
| ----- | ------ | ---- | ------ |
| 2000  | 1      | 1    | 1      |
| 2001  | 8      | 0    | 1      |
| 2002  | 20     | 6    | 2      |
| 2003  | 15     | 7    | 5      |
| 2004  | 14     | 5    | 6      |
| 2005  | 15     | 6    | 4      |
| 2006  | 11     | 0    | 3      |
| 2007  | 12     | 9    | 4      |
| 2008  | 9      | 3    | 5      |
| 2009  | 15     | 5    | 10     |
| 2010  | 8      | 3    | 3      |
| 2011  | 10     | 1    | 2      |
| 2012  | 6      | 3    | 1      |
| 2013  | 11     | 8    | 8      |
| 2014  | 3      | 0    | 1      |
| Total | 157    | 57   | 58     |